# کارودیلول
کارودیلول (به انگلیسی: Carvedilol)
رده درمانی: کاهنده فشار خون و بتا بلوکر
اشکال دارویی: قرص

## موارد مصرف
درمان نارسایی قلبی ایسکمی خفیـف تا شدید یا با منشا کاردیومیوپاتی که معمولاً به علاوه دیورتیک‌ها، مهارکننده‌های آنزیم تــبدیل‌کننده آنژیوتانسین و دیِژیتال‌ها برای افزایش میــزان بقاء بیـمار (survival) و برای کاهــش خطر بستری شدن در بیمارستان بکار میرود. برای کاهــش میزان مرگ و میر ناشی از بیماری‌های قلبی-عروقی در بیمارانی که وضعیت بالینی ثابتی دارند و افزایش میزان بقاء در بیمارانی که در فاز حاد انفارکتوس قلبی هستند و EF بطن چپ کمتر از ۴۰% است استفاده می‌شود.
کاردیلول همچنین در درمان فشارخون اولیه استفاده می‌شود.

## مکانیسم اثر
کارودیلول بلاک‌کننده غـیر انتـخابی گیرنده بتا آدرنرژیک می‌باشد و هیچ نوع فعالیت تحریک‌کننده ســمپاتیک را ندارد. کارودیــلول با بلاک گیرنده‌های بتا آدرنرژیک و در نتیجه بلاک کردن گیرنده آلفا- ۱ آدرنرژیک و متعاقب آن باعث کاهش برون ده قلبی، و باعث از بین رفتن تاکی کاردی که بوســیله ورزش یا ایزوپروتـرنول ایجاد می‌شــود و تاکی کاردی رفلکسی می‌شود.با بلاک گــیرنده آلفا- ۱ آدرنرژیک اثر تنگ‌کنندگی فنــیل افرین را از بین میبرد و بـاعث گشاد شدن عروق و کاهش مقاومت عروق محیطی می‌شود. لذا کارودیلول اثـر مفیدی در نارسایی احتقانی قلب دارد.

## عوارض جانبی
آلرژی، برادی کاردی، ضعف و خستگی، سرگیجه، تنگی نفس، ادم محیطی، هیپوتانسیون، سنکوپ، افزایش وزن و اسهال.